# آیهان کاراکاس
آیهان کاراکاس (به انگلیسی: Ayhan Karakuş) (زاده ۱۳ اکتبر ۱۹۸۹ در سیواس ، ترکیه) کشتی گیر کشور ترکیه است.